# Cardiacs
Cardiacs — британская рок-группа, образовавшаяся в 1977 году (сначала как The Filth, потом — Cardiac Arrest) в графстве Суррей, Англия, и соединившая в своей музыке D.I.Y.-этику со стилистикой раннего прога (Gong, Gentle Giant и др.). Необычное сочетание разнополярных музыкальных влияний в творчестве группы привело к появлению термина pronk (progressive punk), но вокалист Тим Смит всегда просил относить его к группу к психоделическому року или «…просто к поп-музыке». Тем не менее, как отмечают специалисты, Cardiacs с их взрывными, стремительными, но при этом тщательно аранжированными композициями и загадочными текстами остаются уникальным явлением в британском роке. В июне 2008 года деятельность группы была на неопределённый срок прекращена (и планировавшиеся релизы отложены) после того, как Тим Смит испытал тяжёлый сердечный приступ (связанный с внезапной остановкой сердца), что привело к осложнениям: музыканту было трудно передвигаться, и он испытывал проблемы с речью; после этого его состояние улучшилось, но к музыкальной деятельности он так и не вернулся. 21 июля 2020 года Тим Смит скончался.

## Дискография
- Demo Cassette (1979) (Cardiac Arrest)
- The Obvious Identity Cassette (1980) (as Cardiac Arrest)
- Toy World Cassette (1981)
- The Seaside (1st Version) Cassette (1984)
- Big Ship (1986)
- A Little Man and a House and the Whole World Window  (1988)
- On Land and in the Sea (1989)
- The Seaside (2nd Version)  (1990)
- Heaven Born and Ever Bright  (1991)
- Sing to God  (1995)
- Guns  (1999)

### Синглы, EPs
- A Bus for a Bus on the Bus 7" (1979, as Cardiac Arrest)
- Seaside Treats 12" EP (1985)
- There’s Too Many Irons In The Fire 12" (1987)
- Is This The Life? (1988)
- Susannah’s Still Alive (1988)
- Night Tracks (The Janice Long Session) 12" EP (1988)
- Baby Heart Dirt (1989)
- Day Is Gone (1991)
- Bellyeye (1995)
- Manhoo (1995)
- Odd Even (1995)
- Cardiacs/Camp Blackfoot (1998)
- Signs (1999)
- Ditzy Scene (2007)